# Takebishi Stadium Kyoto
Takebishi Stadium Kyoto – wielofunkcyjny stadion w Kioto, w Japonii. Został otwarty w 1942 roku. Może pomieścić 20 242 widzów.
Stadion został otwarty w 1942 roku. Obiekt jest częścią kompleksu sportowego Kyoto Nishikyogoku Athletic Park. Wyposażony jest m.in. w tartanową bieżnię lekkoatletyczną i sztuczne oświetlenie, a pojemność trybun wynosi 20 242 widzów. W 2019 roku sponsorem tytularnym areny zostało przedsiębiorstwo Takebishi, wcześniej obiekt znany był pod nazwą Kyoto Nishikyogoku Athletic Stadium.
Do końca 2019 roku na stadionie swoje spotkania rozgrywali piłkarze klubu Kyoto Sanga FC. W 2020 roku zespół przeniósł się na nowo wybudowany Sanga Stadium by Kyocera.
20 października 1964 roku na stadionie odbyło się spotkanie turnieju piłkarskiego w ramach Letnich Igrzysk Olimpijskich 1964 pomiędzy Rumunią i Ghaną (4:2).
8 kwietnia 1993 roku na stadionie rozegrany został mecz el. do MŚ 1994 pomiędzy Sri Lanką i Zjednoczonymi Emiratami Arabskimi (0:4).  6 sierpnia 1995 roku reprezentacja Japonii pokonała na tym obiekcie w meczu towarzyskim Kostarykę 3:0. 30 maja 1999 roku stadion gościł także mecz pomiędzy Peru i Belgią (1:1) w ramach turnieju Kirin Cup.
W 1993 roku obiekt był jedną z aren piłkarskich mistrzostw świata do lat 17.